# Nicolás Gueudeville
Nicolás Gueudeville (Rouen, 1652 –La Haya, 1721) fue un escritor francés, cuya obra más conocida fue Diálogo o conversaciones entre un salvaje y el barón de la Hontan, publicada en 1704, en la que recoge el mito del buen salvaje, convirtiéndose así en un precursor directo de Rousseau —el hombre es bueno por naturaleza y es la civilización la que lo corrompe—.

## Diálogo o conversaciones entre un salvaje y el barón de la Hontan
A través del diálogo que mantienen un indio hurón, que visita Europa, y el barón de la Hontan se critica la sociedad francesa de su tiempo. El «salvaje» le dice al barón que las leyes de Francia no son justas ni razonables «puesto que los ricos se burlan de ellas y no las cumplen más que los desdichados». En cambio los hurones, «sin leyes, prisiones ni torturas viven tranquilos y cómodos, gozando de una dicha desconocida para los franceses. Nos guiamos simplemente por la ley del instinto y por la conducta inocente y sabia con que la naturaleza nos dotó desde la cuna». A pesar de su pobreza, «son más ricos que vosotros, a quienes lo mío y lo tuyo os hacen cometer todo tipo de crímenes». Esa situación desparecería si se eliminara la propiedad. «No habiendo tuyo ni mío, viviríais con la misma felicidad que los hurones».
Le Hontan le responde:

Reconozco, hermano mío, que tienes razón y no puedo dejar de admirarme de la inocencia de todos los pueblos salvajes. […] La propiedad de los bienes es una fuente de infinitas pasiones de las que vosotros estáis limpios.